# Parco botanico dell'Alta Bretagna
Il parco botanico dell'Alta Bretagna (Jardin botanique de Haute-Bretagne in francese), creato nel 1847, occupa una superficie di 25 ettari, compresi nel territorio comunale di Le Châtellier, località Foltière, nel dipartimento dell'Ille-et-Vilaine in Bretagna. Comprende 24 giardini a tema costituiti da piante provenienti da tutto il mondo, collocati attorno alla Villa di Foltière, castello ottocentesco.

## Storia
Il parco è stato creato nel 1847 dalla famiglia Frontin des Buffarts. 
Restaurato dal 1995 grazie alla passione del suo nuovo proprietario, questo giardino è costituito da tre parti con specie botaniche raccolte in ogni parte del mondo : i giardini di Arcadia, i giardini romantici, i giardini del crepuscolo.

## Galleria d'immagini

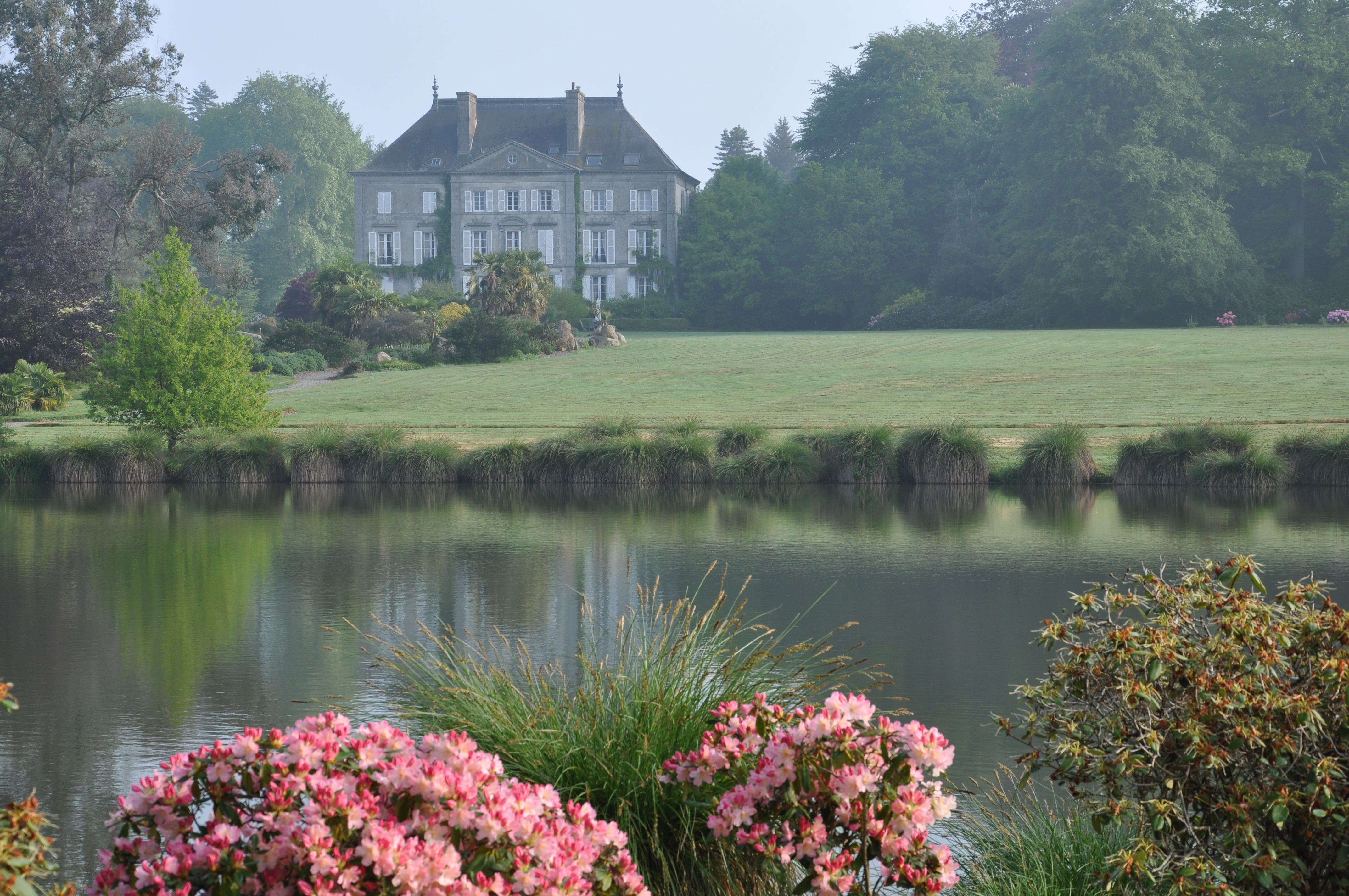
Villa di Foltière
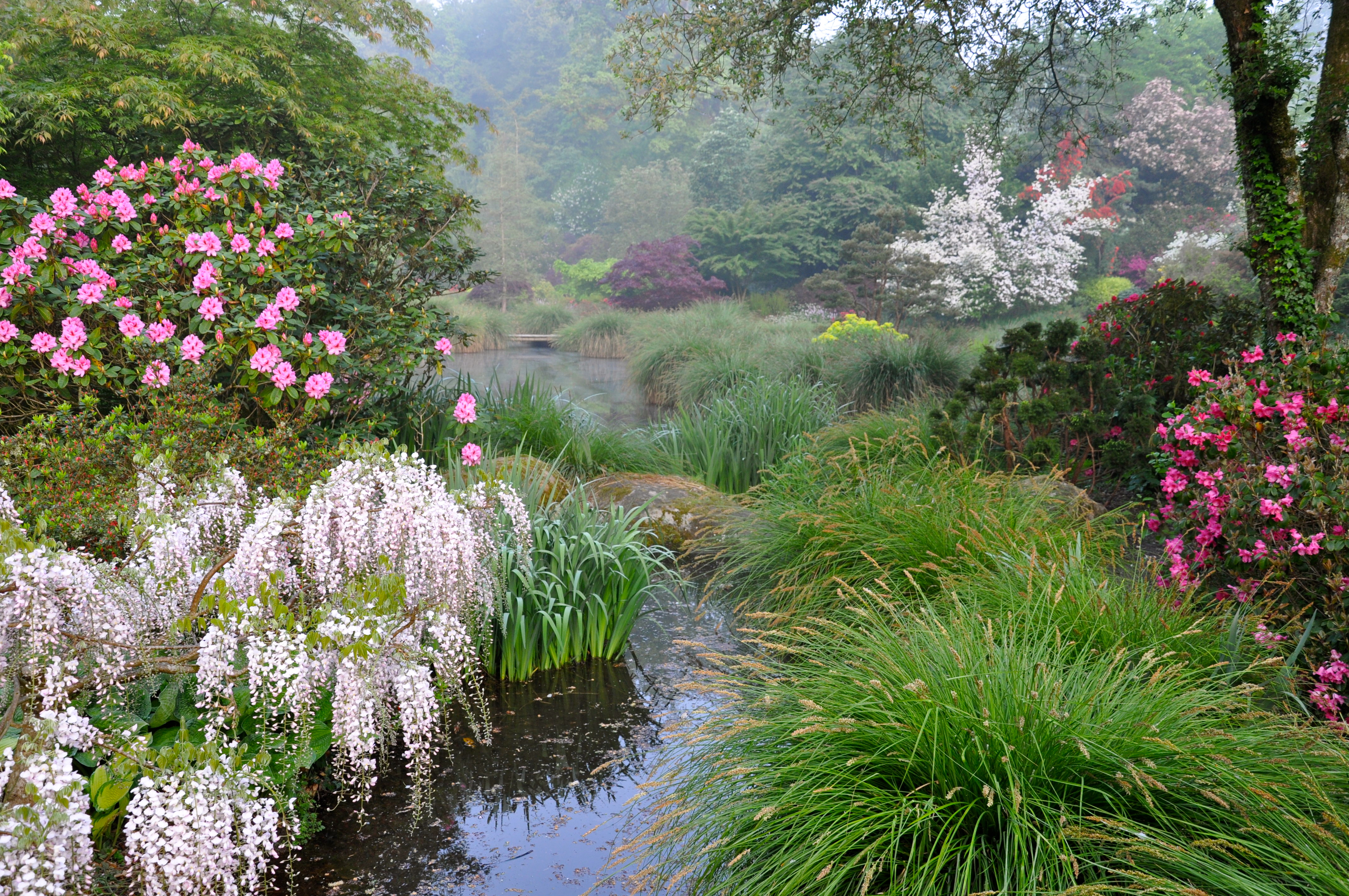
La valle dei poeti
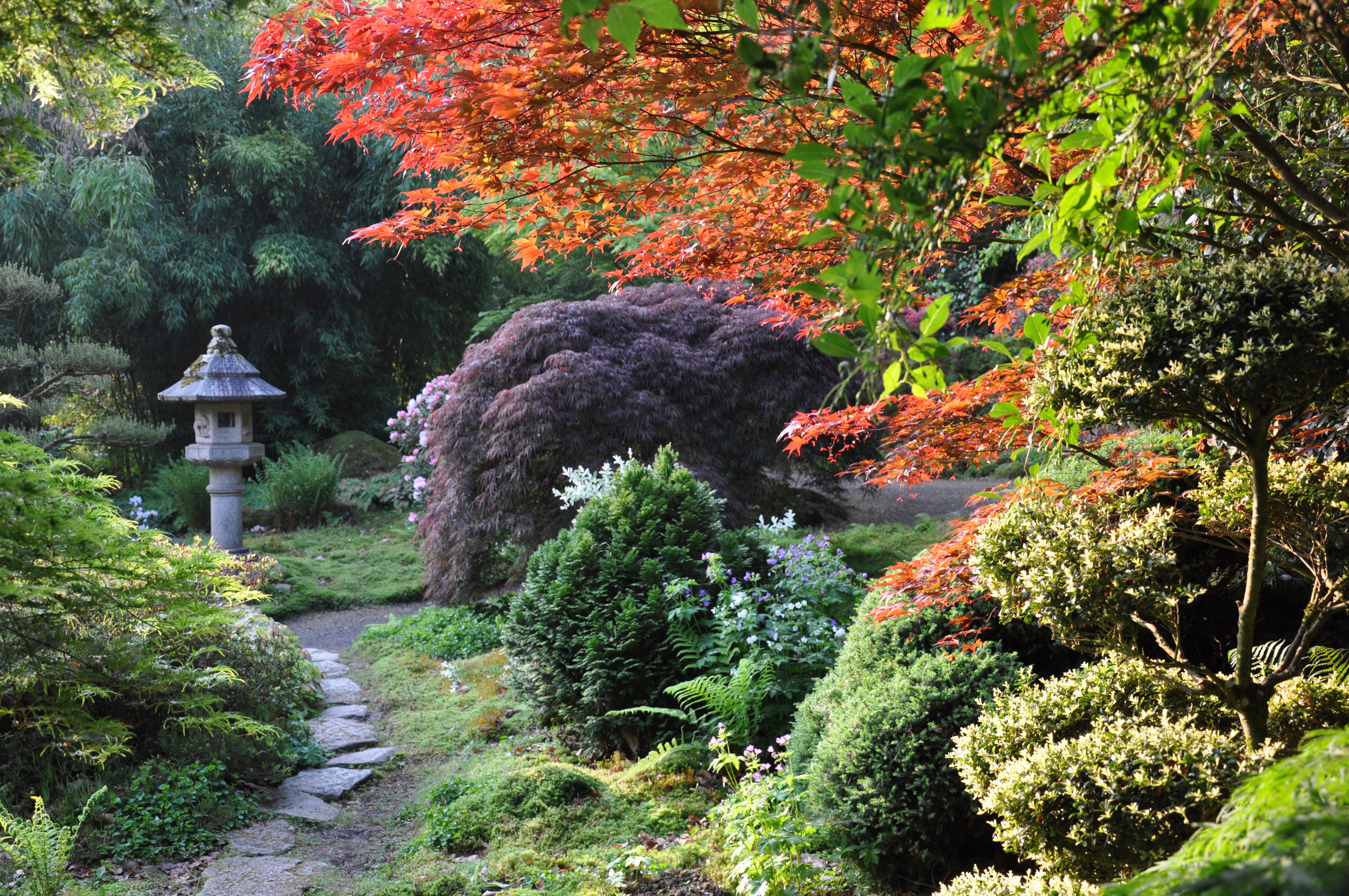
Il giardino giapponese
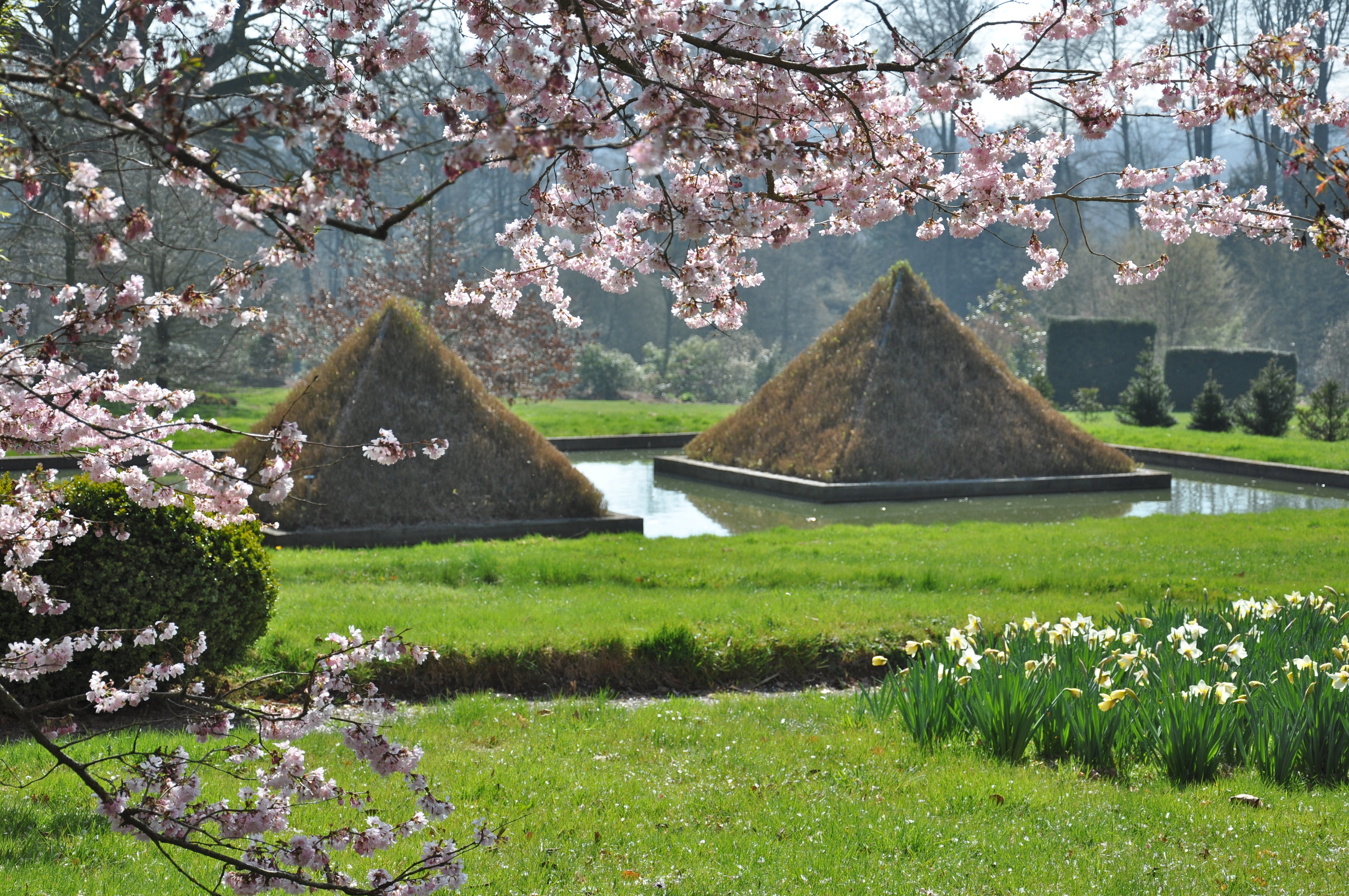
Il giardino di bambù
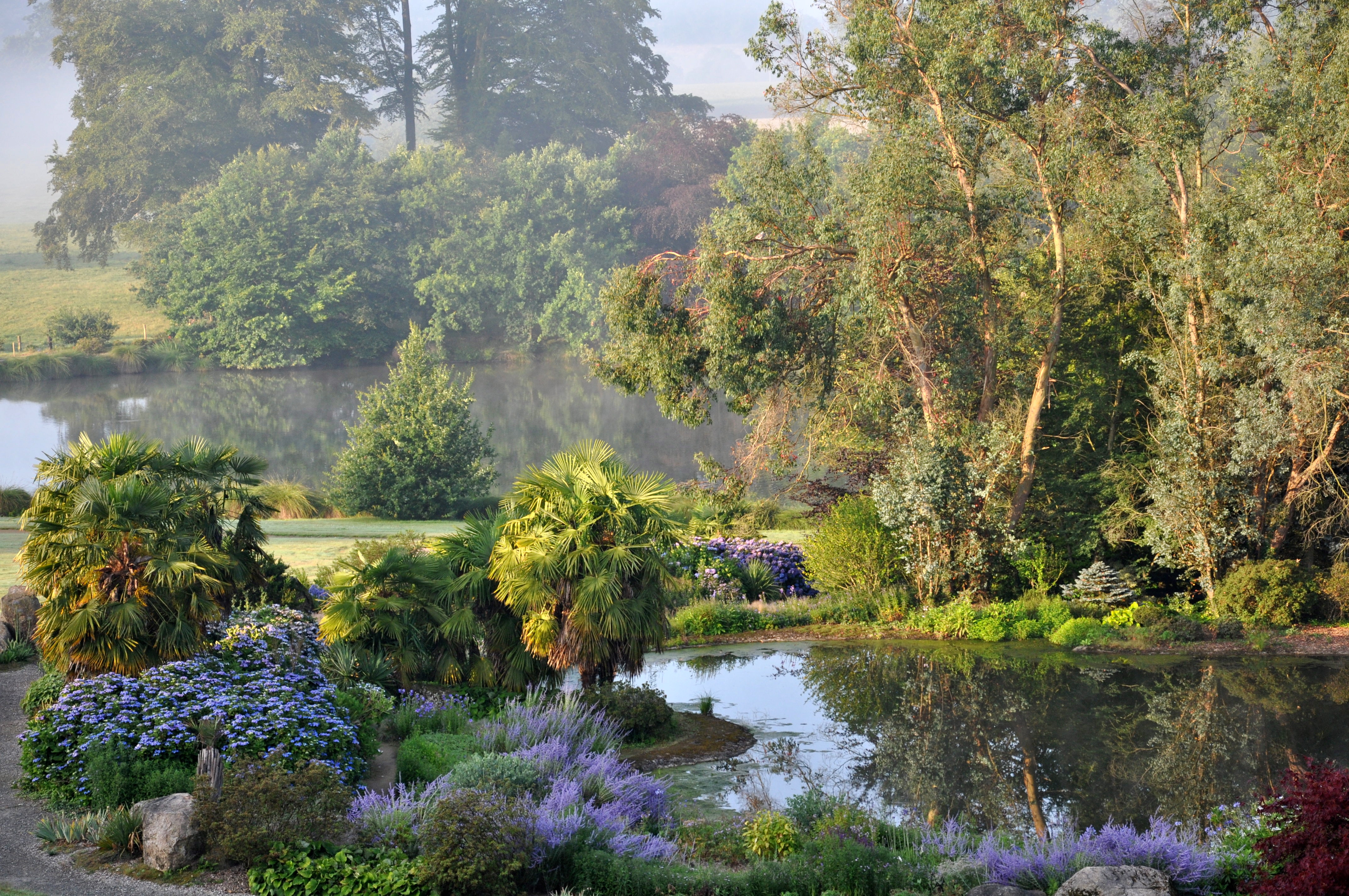
Il giardino della sorgente blu
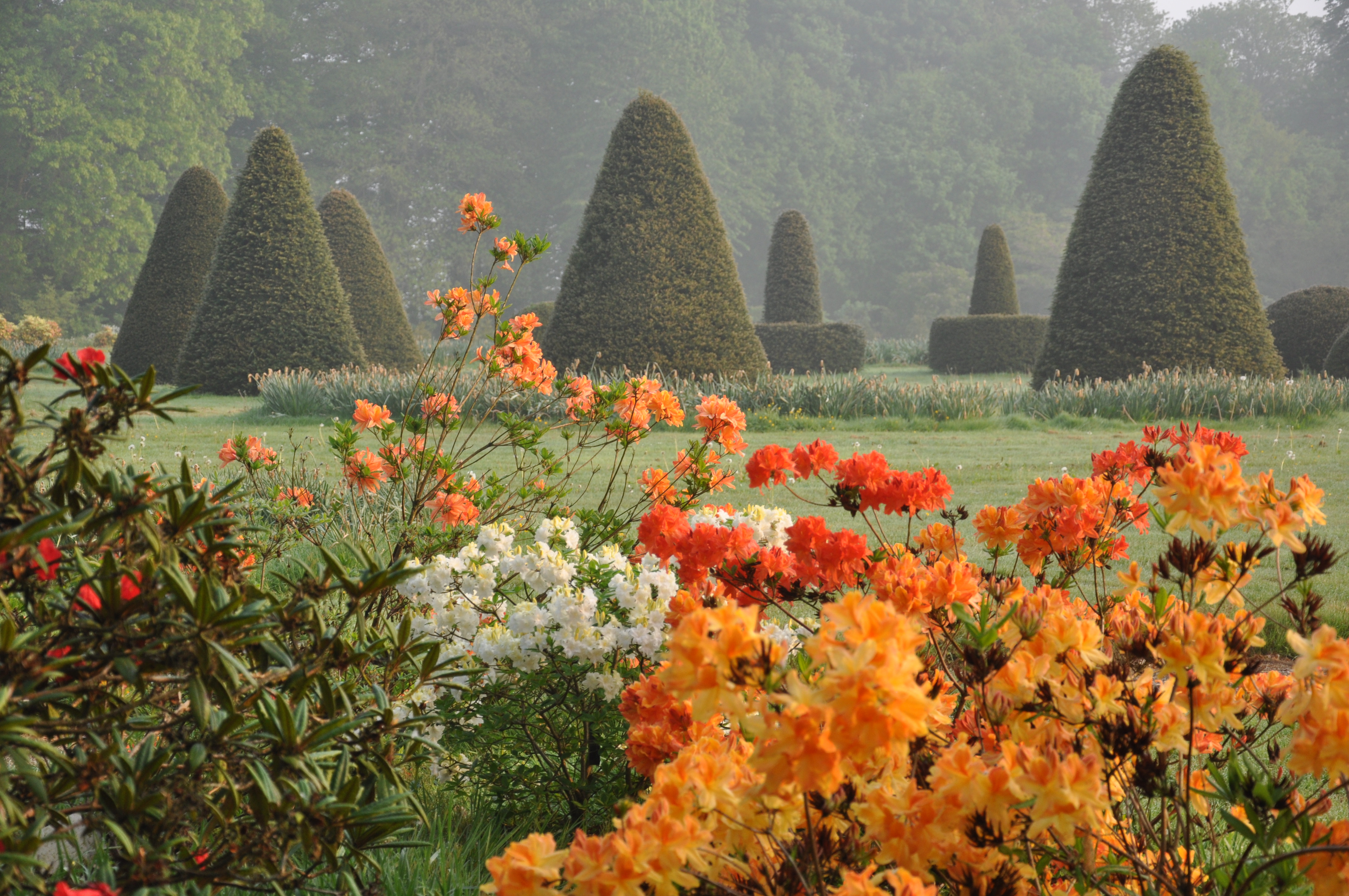
Il giardino di Olympus
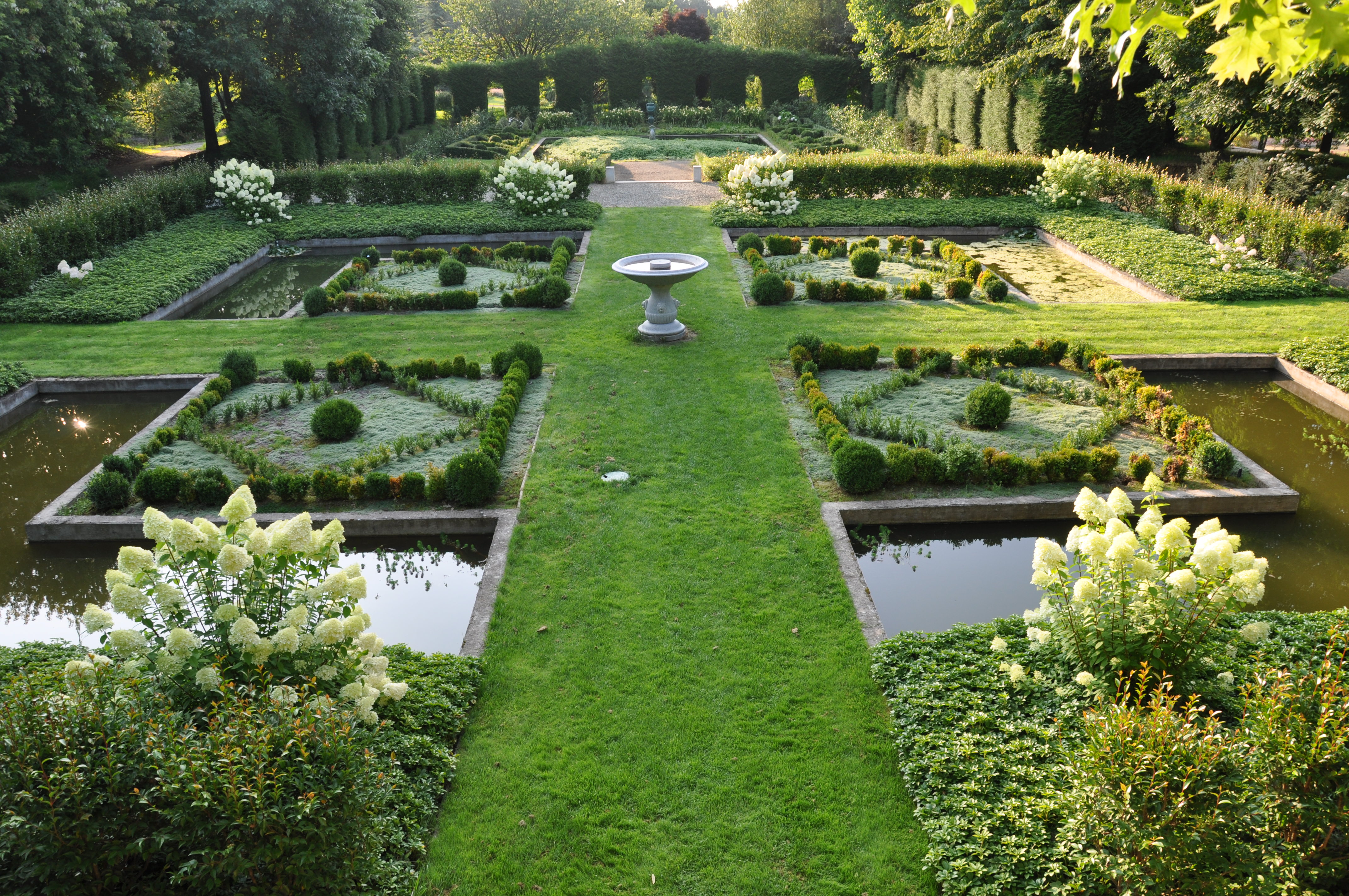
Il giardino segreto
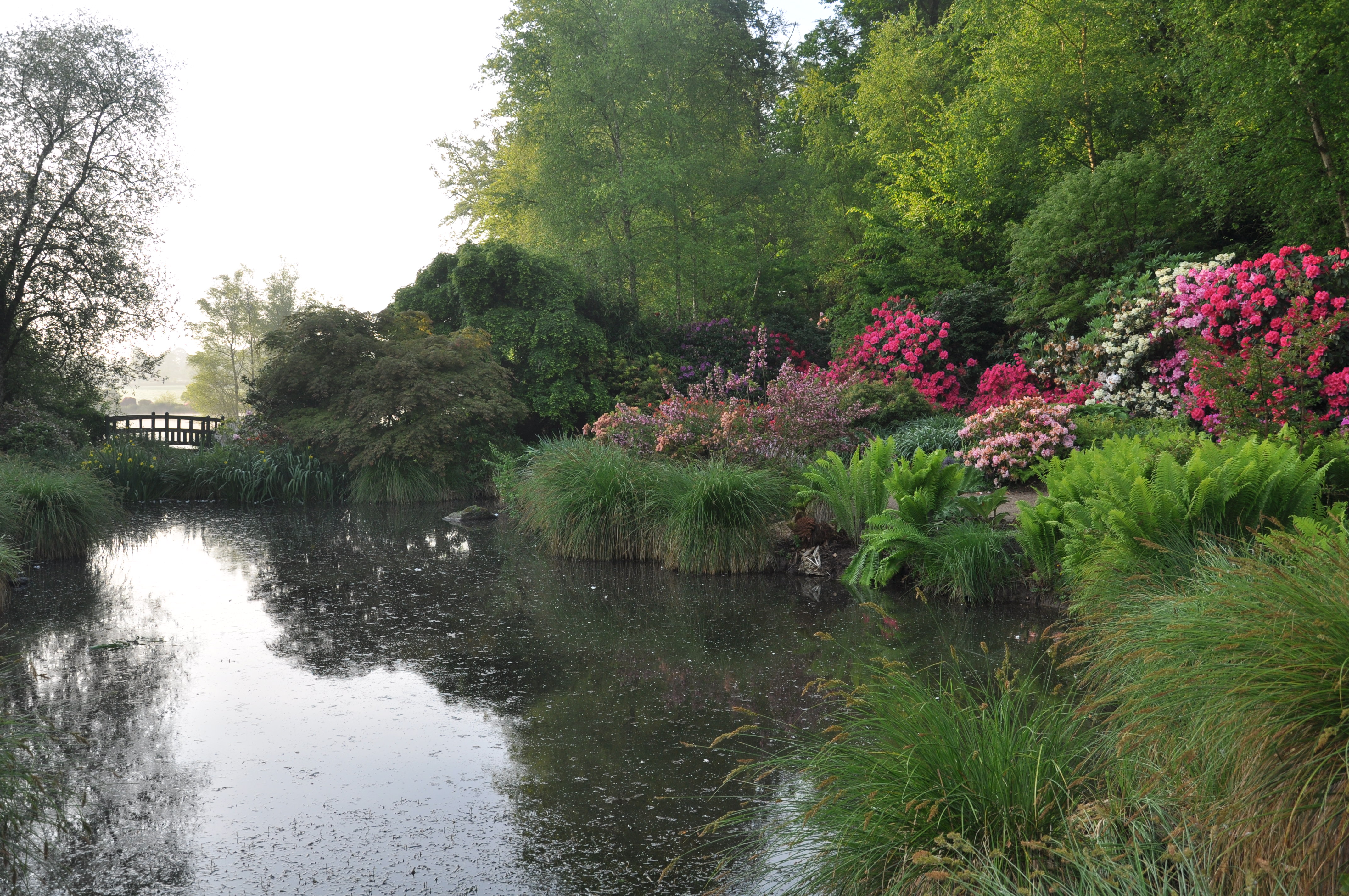
La valle dei poeti